# Fynbos

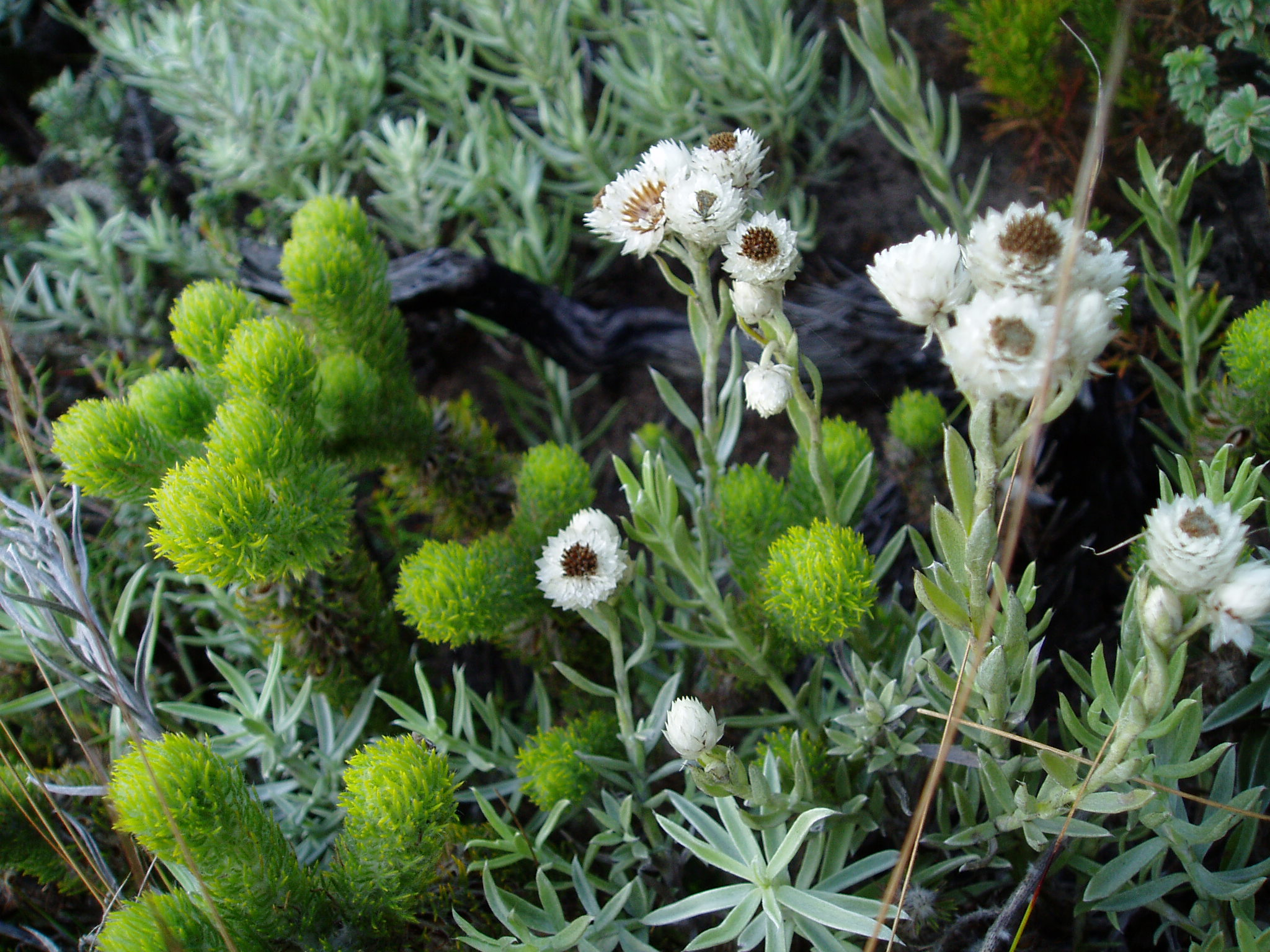
Roślinność fynbosu, południowa Afryka

Fynbos – formacja roślinna, południowoafrykański odpowiednik makii. Występuje na południowo-zachodnim wybrzeżu Afryki pomiędzy górskimi stokami i nizinami nadmorskimi, w krainie fitogeograficznej Państwie Przylądkowym. Nazwa fynbos nadana została przez Holendrów i oznacza ona wspaniały busz. Dominującą rolę w zbiorowiskach roślinnych odgrywają różne gatunki rześci (Restio), srebrników (Protea), wrzośców (Erica) i pelargonii (Pelargonium). Rośliny w znacznej części mają twarde, skórzaste liście, zwykle wąskie. Przystosowane są do częstych suszy i pożarów. Bardzo duży udział we florze tej formacji mają endemity (ok. 70%) – gatunki nie spotykane nigdzie indziej. 